# Noords Kampioenschap 1948/51
Het Noords Kampioenschap 1948/51 was de 4e editie van dit voetbaltoernooi. Het toernooi werd gespeeld tussen 12 juni 1948 en 21 oktober 1951. Er waren vier deelnemers. Zweden werd kampioen.

## Eindstand
| Team       | Gsp | W | G | V | DV | DT | DS  | Ptn |
| ---------- | --- | - | - | - | -- | -- | --- | --- |
| Zweden     | 12  | 7 | 2 | 3 | 36 | 22 | +14 | 16  |
| Denemarken | 12  | 7 | 0 | 5 | 19 | 15 | +4  | 14  |
| Noorwegen  | 12  | 5 | 3 | 4 | 23 | 24 | –1  | 13  |
| Finland    | 12  | 1 | 3 | 8 | 11 | 28 | –17 | 5   |

## Wedstrijden

### 1948
|                                              |                 |       |                      |                                                                                             |
| 12 juni «onderlinge duels» 19:00 uur (UTC+2) | Denemarken      | 1 – 2 | Noorwegen            | Københavns Idrætspark, Kopenhagen Toeschouwers: 41.000 Scheidsrechter: Gunnar Dahlner (SWE) |
| 12 juni «onderlinge duels» 19:00 uur (UTC+2) | Ivan Jensen 24' |       | 37', 50' Jann Sørdal | Københavns Idrætspark, Kopenhagen Toeschouwers: 41.000 Scheidsrechter: Gunnar Dahlner (SWE) |

|                                              |         |                                                                |            |                                                                                    |
| 15 juni «onderlinge duels» 19:00 uur (UTC+2) | Finland | 0 – 3                                                          | Denemarken | Olympisch Stadion, Helsinki Toeschouwers: 20.464 Scheidsrechter: Ivan Eklind (SWE) |
| 15 juni «onderlinge duels» 19:00 uur (UTC+2) |         | 11' (pen.) John Hansen 56' Kaj Christiansen 88' Harald Lyngsaa |            | Olympisch Stadion, Helsinki Toeschouwers: 20.464 Scheidsrechter: Ivan Eklind (SWE) |

|                                                 |                   |       |            |                                                                                |
| 10 oktober «onderlinge duels» 15:00 uur (UTC+1) | Zweden            | 1 – 0 | Denemarken | Råsundastadion, Solna Toeschouwers: 37.801 Scheidsrechter: George Reader (ENG) |
| 10 oktober «onderlinge duels» 15:00 uur (UTC+1) | Nils Liedholm 23' |       |            | Råsundastadion, Solna Toeschouwers: 37.801 Scheidsrechter: George Reader (ENG) |

|                                                  |                           |       |         |                                                                              |
| 5 september «onderlinge duels» 13:15 uur (UTC+1) | Noorwegen                 | 2 – 0 | Finland | Ullevaalstadion, Oslo Toeschouwers: 24.389 Scheidsrechter: Ivan Eklind (SWE) |
| 5 september «onderlinge duels» 13:15 uur (UTC+1) | Odd Wang Sørensen 2', 50' |       |         | Ullevaalstadion, Oslo Toeschouwers: 24.389 Scheidsrechter: Ivan Eklind (SWE) |

|                                                   |                                          |       |                                       |                                                                                     |
| 19 september «onderlinge duels» 14:00 uur (UTC+2) | Finland                                  | 2 – 2 | Zweden                                | Olympisch Stadion, Helsink Toeschouwers: 15.407 Scheidsrechter: Ludvig Jørkov (DEN) |
| 19 september «onderlinge duels» 14:00 uur (UTC+2) | Kalevi Lehtovirta 37' Aulis Rytkönen 43' |       | 36' Börje Tapper 70' Sture Mårtensson | Olympisch Stadion, Helsink Toeschouwers: 15.407 Scheidsrechter: Ludvig Jørkov (DEN) |

|                                                   |                                                       |       |                                        |                                                                                 |
| 19 september «onderlinge duels» 13:15 uur (UTC+1) | Noorwegen                                             | 3 – 5 | Zweden                                 | Ullevaalstadion, Oslo Toeschouwers: 35.306 Scheidsrechter: Aksel Asmussen (DEN) |
| 19 september «onderlinge duels» 13:15 uur (UTC+1) | Gunnar Dahlen 11' Gunnar Thoresen 33' Jann Sørdal 84' |       | 24', 44', 62', 64', 80' Gunnar Nordahl | Ullevaalstadion, Oslo Toeschouwers: 35.306 Scheidsrechter: Aksel Asmussen (DEN) |

|                                                 |                   |       |            |                                                                                |
| 10 oktober «onderlinge duels» 15:00 uur (UTC+1) | Zweden            | 1 – 0 | Denemarken | Råsundastadion, Solna Toeschouwers: 37.801 Scheidsrechter: George Reader (ENG) |
| 10 oktober «onderlinge duels» 15:00 uur (UTC+1) | Nils Liedholm 23' |       |            | Råsundastadion, Solna Toeschouwers: 37.801 Scheidsrechter: George Reader (ENG) |

### 1949
|                                             |                   |       |                       |                                                                                      |
| 8 juli «onderlinge duels» 19:00 uur (UTC+2) | Finland           | 1 – 1 | Noorwegen             | Olympisch Stadion, Helsink Toeschouwers: 11.264 Scheidsrechter: Aksel Asmussen (DEN) |
| 8 juli «onderlinge duels» 19:00 uur (UTC+2) | Jorma Vaihela 33' |       | 89' Odd Wang Sørensen | Olympisch Stadion, Helsink Toeschouwers: 11.264 Scheidsrechter: Aksel Asmussen (DEN) |

|                                                   |            |                                          |         |                                                                                             |
| 11 september «onderlinge duels» 13:30 uur (UTC+1) | Denemarken | 0 – 2                                    | Finland | Københavns Idrætspark, Denemarken Toeschouwers: 25.700 Scheidsrechter: Gunnar Dahlner (SWE) |
| 11 september «onderlinge duels» 13:30 uur (UTC+1) |            | 14' Yrjö Asikainen 25' Kalevi Lehtovirta |         | Københavns Idrætspark, Denemarken Toeschouwers: 25.700 Scheidsrechter: Gunnar Dahlner (SWE) |

|                                                   |           |                                             |            |                                                                             |
| 11 september «onderlinge duels» 13:15 uur (UTC+1) | Noorwegen | 0 – 2                                       | Denemarken | Ullevaalstadion, Oslo Toeschouwers: 38.085 Scheidsrechter: Wolf Karni (FIN) |
| 11 september «onderlinge duels» 13:15 uur (UTC+1) |           | 28' Frank Reckendorff 84' Jens Peder Hansen |            | Ullevaalstadion, Oslo Toeschouwers: 38.085 Scheidsrechter: Wolf Karni (FIN) |

|                                                |                                                                                               |       |                  |                                                                                    |
| 2 oktober «onderlinge duels» 13:30 uur (UTC+1) | Zweden                                                                                        | 8 – 1 | Finland          | Malmö Idrottsplats, Malmö Toeschouwers: 18.247 Scheidsrechter: Ludvig Jørkov (DEN) |
| 2 oktober «onderlinge duels» 13:30 uur (UTC+1) | Egon Jönsson 7', 9', 17' Ingvar Rydell 24', 75', 83' Kalle Palmér 41' Karl Erik Jakobsson 89' |       | 4' Jorma Vaihela | Malmö Idrottsplats, Malmö Toeschouwers: 18.247 Scheidsrechter: Ludvig Jørkov (DEN) |

|                                                |                                                           |       |                                        |                                                                                   |
| 2 oktober «onderlinge duels» 15:00 uur (UTC+1) | Zweden                                                    | 3 – 3 | Noorwegen                              | Råsundastadion, Solna Toeschouwers: 37.750 Scheidsrechter: Valdemar Laursen (DEN) |
| 2 oktober «onderlinge duels» 15:00 uur (UTC+1) | Lennart Lindskog 60' Hasse Jeppson 76' Karl Simonsson 79' |       | 1', 89' Per Bredesen 75' Harald Hennum | Råsundastadion, Solna Toeschouwers: 37.750 Scheidsrechter: Valdemar Laursen (DEN) |

|                                                 |                                                                     |       |                                     |                                                                                         |
| 23 oktober «onderlinge duels» 13:00 uur (UTC+1) | Denemarken                                                          | 3 – 2 | Zweden                              | Københavns Idrætspark, Denemarken Toeschouwers: 41.000 Scheidsrechter: Johan Alho (FIN) |
| 23 oktober «onderlinge duels» 13:00 uur (UTC+1) | Claes Petersen 62' Jørgen Wagner Hansen 65' Edvin Hansen 85' (pen.) |       | 28' Hasse Jeppson 75' Bror Mellberg | Københavns Idrætspark, Denemarken Toeschouwers: 41.000 Scheidsrechter: Johan Alho (FIN) |

### 1950
|                                              |                                                                                   |       |           |                                                                                           |
| 22 juni «onderlinge duels» 19:00 uur (UTC+1) | Denemarken                                                                        | 4 – 0 | Noorwegen | Københavns Idrætspark, Kopenhagen Toeschouwers: 35.500 Scheidsrechter: Tore Sjöberg (SWE) |
| 22 juni «onderlinge duels» 19:00 uur (UTC+1) | Poul Erik Petersen 21' Edvin Hansen 38' Jens Peder Hansen 48' Aage Rou Jensen 58' |       |           | Københavns Idrætspark, Kopenhagen Toeschouwers: 35.500 Scheidsrechter: Tore Sjöberg (SWE) |

|                                                  |                    |       |                                           |                                                                                        |
| 27 augustus «onderlinge duels» 15:00 uur (UTC+2) | Finland            | 1 – 2 | Denemarken                                | Olympisch Stadion, Helsinki Toeschouwers: 20.062 Scheidsrechter: Johan Narvestad (NOR) |
| 27 augustus «onderlinge duels» 15:00 uur (UTC+2) | Yrjö Asikainen 72' |       | 20' Poul Erik Petersen 73' Holger Seebach | Olympisch Stadion, Helsinki Toeschouwers: 20.062 Scheidsrechter: Johan Narvestad (NOR) |

|                                                   |                                                              |       |                 |                                                                                |
| 10 september «onderlinge duels» 13:15 uur (UTC+1) | Noorwegen                                                    | 4 – 1 | Finland         | Ullevaalstadion, Oslo Toeschouwers: 28.935 Scheidsrechter: Ludvig Jørkov (DEN) |
| 10 september «onderlinge duels» 13:15 uur (UTC+1) | Per Bredesen 10' Willy Andresen 50', 52' Gunnar Thoresen 81' |       | 87' Olavi Lilja | Ullevaalstadion, Oslo Toeschouwers: 28.935 Scheidsrechter: Ludvig Jørkov (DEN) |

|                                                   |         |                |        |                                                                                       |
| 24 september «onderlinge duels» 14:00 uur (UTC+2) | Finland | 0 – 1          | Zweden | Olympisch Stadion, Helsinki Toeschouwers: 25.784 Scheidsrechter: Aksel Asmussen (DEN) |
| 24 september «onderlinge duels» 14:00 uur (UTC+2) |         | 82' Rune Rosén |        | Olympisch Stadion, Helsinki Toeschouwers: 25.784 Scheidsrechter: Aksel Asmussen (DEN) |

|                                                 |                                                                           |       |            |                                                                                 |
| 15 oktober «onderlinge duels» 15:00 uur (UTC+1) | Zweden                                                                    | 4 – 0 | Denemarken | Råsundastadion, Solna Toeschouwers: 37.500 Scheidsrechter: Edvin Pedersen (NOR) |
| 15 oktober «onderlinge duels» 15:00 uur (UTC+1) | Tryggve Granqvist 28' Egon Jönsson 29' Sylve Bengtsson 36' Walfrid Ek 39' |       |            | Råsundastadion, Solna Toeschouwers: 37.500 Scheidsrechter: Edvin Pedersen (NOR) |

### 1951
|                                                  |                   |       |                  |                                                                                     |
| 16 augustus «onderlinge duels» 18:30 uur (UTC+2) | Finland           | 1 – 1 | Noorwegen        | Olympisch Stadion, Helsinki Toeschouwers: 22.415 Scheidsrechter: John Nilsson (SWE) |
| 16 augustus «onderlinge duels» 18:30 uur (UTC+2) | Jorma Vaihela 41' |       | 64' Per Bredesen | Olympisch Stadion, Helsinki Toeschouwers: 22.415 Scheidsrechter: John Nilsson (SWE) |

|                                                  |                                           |       |                                         |                                                                                  |
| 2 september «onderlinge duels» 15:00 uur (UTC+2) | Zweden                                    | 3 – 2 | Finland                                 | Råsundastadion, Solna Toeschouwers: 19.202 Scheidsrechter: Johan Narvestad (NOR) |
| 2 september «onderlinge duels» 15:00 uur (UTC+2) | Arne Lundqvist 33', 70' John Eriksson 88' |       | 11' Jorma Vaihela 29' Kalevi Lehtovirta | Råsundastadion, Solna Toeschouwers: 19.202 Scheidsrechter: Johan Narvestad (NOR) |

|                                                   |                                         |       |            |                                                                               |
| 16 september «onderlinge duels» 13:15 uur (UTC+1) | Noorwegen                               | 2 – 0 | Denemarken | Ullevaalstadion, Oslo Toeschouwers: 35.322 Scheidsrechter: John Nilsson (SWE) |
| 16 september «onderlinge duels» 13:15 uur (UTC+1) | Gunnar Thoresen 26' Bendt Jørgensen 40' |       |            | Ullevaalstadion, Oslo Toeschouwers: 35.322 Scheidsrechter: John Nilsson (SWE) |

|                                                   |                       |       |         |                                                                                          |
| 30 september «onderlinge duels» 13:30 uur (UTC+1) | Denemarken            | 1 – 0 | Finland | Københavns Idrætspark, Kopenhagen Toeschouwers: 31.700 Scheidsrechter: Ivan Eklind (SWE) |
| 30 september «onderlinge duels» 13:30 uur (UTC+1) | Hilmar Staalgaard 39' |       |         | Københavns Idrætspark, Kopenhagen Toeschouwers: 31.700 Scheidsrechter: Ivan Eklind (SWE) |

|                                                   |                                                                |       |                                                          |                                                                              |
| 30 september «onderlinge duels» 14:30 uur (UTC+1) | Zweden                                                         | 3 – 4 | Noorwegen                                                | Ullevi, Göteborg Toeschouwers: 29.790 Scheidsrechter: Valdemar Laursen (DEN) |
| 30 september «onderlinge duels» 14:30 uur (UTC+1) | Ingvar Rydell 13', 64' Gustaf Lind 23' (pen.) Per Bredesen 64' |       | 5' (pen.) 71' (pen.) Harry Boye Karlsen 6' Gunnar Dahlen | Ullevi, Göteborg Toeschouwers: 29.790 Scheidsrechter: Valdemar Laursen (DEN) |

|                                                 |                                                            |       |                  |                                                                                             |
| 21 oktober «onderlinge duels» 13:30 uur (UTC+1) | Denemarken                                                 | 3 – 1 | Zweden           | Københavns Idrætspark, Kopenhagen Toeschouwers: 40.100 Scheidsrechter: Edvin Pedersen (NOR) |
| 21 oktober «onderlinge duels» 13:30 uur (UTC+1) | Poul Rasmussen 25' Knud Lundberg 34' Hilmar Staalgaard 35' |       | 72' Egon Jönsson | Københavns Idrætspark, Kopenhagen Toeschouwers: 40.100 Scheidsrechter: Edvin Pedersen (NOR) |